# Canamunt y Canavall
Canamunt y Canavall son los dos bandos nobiliarios que se enfrentaron en Palma de Mallorca y en toda la isla a finales del siglo XVI.
Las causas de este enfrentamiento son complejas y se remontan en las luchas nobiliarias mallorquinas de los siglos anteriores. También se tienen que tener en cuenta los movimientos de la nobleza para monopolizar el poder político y económico de Mallorca después de las luchas civiles de las Germanías, los largos pleitos que mantenían entre ellos y la loca carrera para conseguir títulos nobiliarios que los equipararan a la nobleza española.
Aunque el enfrentamiento originariamente fue entre bandos nobiliarios urbanos, tendió a absorber y encuadrar otros bandos de la parte foránea que buscaron la protección y apoyo de las poderosas facciones aristocráticas. Por otro lado los nobles tendieron a organizar pelotones particulares para perpetrar sus actuaciones y en estos pelotones participaron de manera activa, a la parte foránea, las pandillas de bandoleros. Los grupos nobiliarios actuaron sobre todo en la ciudad, pero hacían bajar bandoleros para llevar a cabo sus venganzas y daban apoyo logístico y de todo tipo a los movimientos de las pandillas amigas en todo Mallorca.

## Historia del conflicto

### El duelo entre los Anglada y los Rossinyol (1598-1606)
Los nombres responden a criterios de localización dentro del espacio ciudadano, puesto que las cabezas más importantes de unos residían en la villa de Arriba y los otros a la villa de Abajo. La primera fase del conflicto (1598-1606) empezó con un duelo entre los Anglada y los Rossinyol. Nicolau Rossinyol amaba a Elisabet Anglada, pero los parientes de ella no lo aprobaban. Los Rossinyol hablaron mal de ella y el 20 de marzo de 1598 los Anglada atacaron a los Rossinyol. La batalla empezó en el Borne y acabó en la Seu. Los Rossinyol se asilaron en la Seu y los Anglada en el convento de Santo Domingo de Palma. A partir de aquí, el enfrentamiento se sostuvo en el tiempo, con graves enfrentamientos en Buñola y con la práctica de la endogamia interna entre los dos partidos nobiliarios.

### Intervención de la pandilla de Selva (1607-1632)
En la segunda fase el jefe de los Canamunt fue Arnau de Santacília, que potenció la alianza con una gran pandilla de bandoleros que, debido a la procedencia de parte de sus comandantes, se ha conocido como la Pandilla de Selva, dirigida por la familia Ferragut Boda de Selva. En estos momentos se inició una concatenación de venganzas y contravenganzas que llegó a causar multitud de homicidios en toda la isla. Después de la topada en el Grado de Rebrote, la Pandilla de Selva quedó en parte disuelta y algunos de sus miembros fueron ejecutados. La venganza de Mateu Ferragut, el cura Boda, llevó al asesinato del juez Jaume Joan de Berga y de Sales. Este suceso provocó la derrota definitiva de la pandilla y su dispersión en grupos más pequeños de desterrados. El obispo Joan de Santander intentó impulsar la paz, que finalmente se firmó el 1632 en una acta entre caballeros al convento de San Francisco y otra entre bandoleros al convento de Jesús.

### La reanudación de la lucha (1633-1645)
Este periodo marca la reanudación del enfrentamiento entre caballeros, a la vez que a en el ámbito rural aparece la figura del gran bandolero Llorenç Coll Barona, que llegó a tratar con el virrey cómo si él fuera otra autoridad. La manera de luchar contra los desterrados era comisionar bandoleros para perseguir y capturar otros desterrados. Por otro lado las persecuciones organizadas desde la ciudad eran poco efectivas ante el sistema de solidaridades y complicidades sólidamente establecido.

### De la paz de Rocamora a la persecución de 1666 (1645-1666)
La paz conseguida por el obispo Rocamora representó la salida de la isla de nobles y caballeros y su participación en diferentes guerras (Italia y Cataluña). La voluntad de pacificación se había extendido a todos los estamentos. El 1666 se llevó a cabo una gran persecución de bandoleros que contó con el apoyo de las autoridades, la nobleza y el obispado (que redujo el derecho de asilo). Fueron eficaces las medidas encaminadas a proteger los informadores. El vareo fue una verdadera campaña militar en la cual cada zona de la isla estaba presidida por un noble de confianza con poderes extraordinarios. De todas maneras, el éxito inicial no se aprovechó para acabar con la totalidad de las pandillas. Así el bandolerismo persistió hasta la Guerra de Sucesión.

## Interpretaciones del conflicto
La historiografía clásica mallorquina habla de los movimientos sociales iniciados en el siglo XIV con el Asalto del Callo, continuados por la Revuelta Foránea en el siglo XV, por las Germanías en el siglo XVI y en el siglo XVII por las banderías de Canamunt y Canavall y el bandolerismo. Para Quadrado son cuatro actas del mismo conflicto. Álvaro Santamaría sigue el mismo esquema. Aina Le-Senne en 1978 vio que el conflicto de Canamunt y Canavall no tenía nada que ver con los conflictos sociales anteriores, sino que fueran dos bandas aristocráticas, con raíces en las anteriores, que implicaron a numerosos bandoleros, pero que se desarrolló por causas internas a la aristocracia misma con independencia de otros grupos sociales. Jaume Serra y Barceló encontró claras relaciones entre Canamunt y Canavall, bandas populares, bandolerismo y reacción antiseñorial. Desde este punto de mira las bandas y el bandolerismo tienen un lugar claro en el curso de los movimientos sociales mallorquines, entre los cuales no se pueden despreciar los conflictos antiseñoriales.
El primer domingo de septiembre se realiza en el Parque del Mar una batalla con pistolas de agua entre los bandos de Canamunt y Canavall, organizada y autogestionada por el colectivo Orgull Llonguet.